# Ракша (Словаччина)
Ракша (словац. Rakša) — село, громада округу Турчянське Тепліце, Жилінський край. Кадастрова площа громади — 11.74 км².
Населення 221 особа (станом на 31 грудня 2018 року).

## Географія
Протікають річки Долинка і Ракша.

## Історія
Ракша згадується 1277 року. У XX сторіччі в селі народився, провів прикінцеву частину життя і помер словацький політик і антифашист Ян Урсіний.

## Населення
| Рік:            | 1994. | 2004.  | 2014.   | 2024.   |
| --------------- | ----- | ------ | ------- | ------- |
| Кількість осіб: | 200   | 219    | 222     | 219     |
| Різниця:        |       | +9,5 % | +1,36 % | -1,35 % |

| Рік:            | 2023. | 2024.   |
| --------------- | ----- | ------- |
| Кількість осіб: | 215   | 219     |
| Різниця:        |       | +1,86 % |